# AAA TOUR 2009−A depArture pArty−
『AAA TOUR 2009−A depArture pArty−』（トリプルエー・ツアー・2009 ア・デパーチャー・パーティー）は、日本の音楽グループ・AAAが2009年8月12日にリリースした8作目の映像作品。

## 概要
- 4枚目のアルバム『depArture』のアルバムツアーとして、全17か所20公演で開催されたツアーをDVD化したものである。このツアーは全公演で約3万人を動員した[1]。ライブのテーマの"旅立ち"にちなみ、公演ではスーツケースを使ったパフォーマンスやミニコントが披露された[2]。

オリコン週間DVD音楽チャート第1位。

## 収録映像曲

### DISC 1
1. SAVE YOUR SOUL
2. Red Soul
3. Samurai heart-侍魂-
4. BEYOND〜カラダノカナタ
5. Get チュー!
6. 始まりのキセキ
7. Wonderful Girls
8. a piece of my word
9. 唇からロマンチカ
10. Mosaic
11. 出逢いのチカラIII
12. HORIZON
13. One Night Animal
14. [ATTRACTION]
15. ZERO
16. Climax Jump
17. SHEの事実
18. “Q”
19. ハリケーン・リリ,ボストン・マリ
20. ハレルヤ
21. Jamboree!! (ENCORE)
22. SUNSHINE (ENCORE)
23. Winter lander!! (ENCORE)
24. 旅ダチノウタ (ENCORE)
25. MUSIC!!! (ENCORE)

### DISC 2
1. Documentary of Tour 2009 -A depArture pArty-
2. Jamboree!! (Multi Angle -8 Shots-)